# Liste serbe pour le Kosovo
Pour les articles homonymes, voir Liste serbe.
La Liste serbe pour le Kosovo  (en serbe : Српска Листа за Косово et Srpska Lista za Kosovo) est un parti politique serbe du Kosovo. Anciennement Liste serbe pour le Kosovo et la Métochie, le parti a changé de nom[Quand ?] afin de se conformer aux institutions du Kosovo et participer aux élections.
Aux élections législatives kosovares du 24 octobre 2004, la Liste serbe pour le Kosovo a obtenu 0,2 % des suffrages. Compte tenu du fait que, au Parlement du Kosovo, 10 sièges sur 120 sont réservés à la population serbe du pays, le parti a obtenu huit députés. À l'élection présidentielle serbe de 2008, il a soutenu le président sortant Boris Tadić dès le premier tour et, aux élections législatives anticipées de 2008 en Serbie, il a participé à la coalition Pour une Serbie européenne.

## Élections de l'Assemblée du Kosovo
| Année | Voix   | %    | Sièges   | Rang | Position                         |
| ----- | ------ | ---- | -------- | ---- | -------------------------------- |
| 2014  | 38 199 | 5,20 | 9 / 120  | 5e   | Mustafa                          |
| 2017  | 44 578 | 6,20 | 9 / 120  | 4e   | Haradinaj II                     |
| 2019  | 53 861 | 6,40 | 10 / 120 | 5e   | Kurti I (2020), Hoti (2020-2021) |
| 2021  | 44 404 | 5,06 | 10 / 120 | 5e   | Opposition : Kurti II            |